# Jean Cagne
Pour les articles homonymes, voir Cagne.
Jean Cagne, né le 24 août 1907 à Beaune (Côte-d'Or) et mort le 14 octobre 1958 à Lyon (Rhône), est un homme politique français.

## Biographie
Fils d'un artisan de Beaune, sympathisant communiste, Jean Cagne obtient le certificat d'études et devient apprentis mécanicien après la Première Guerre mondiale. Entrée à l'usine en 1924, il adhère rapidement à la Confédération générale du travail unitaire (CGTU) et rejoint en 1934 le Parti communiste français. Licencié pour faits de grève en 1938, il trouve un emploi dans une usine de pièces d'aviation.
Après une courte période de mobilisation dans l'artillerie au début de la Seconde Guerre mondiale, il participe à la reconstitution du PCF clandestin dans la région lyonnaise. Après avoir participé à l'organisation, le 14 juillet 1942, d'une manifestation patriotique devant la statue de la République, à Lyon, il entre dans la clandestinité et participe à la résistance armée. Il participe ainsi aux combats pour la libération de la ville.
Élu secrétaire de l'union départementale CGT du Rhône en 1944, il devient en 1947 secrétaire fédéral du PCF puis, en 1950, entre au comité central de ce parti.
L'année suivante, il mène la liste communiste dans la première circonscription du Rhône et obtient 25,3 % des voix, ce qui lui permet d'être élu, tout comme Pierre Cot, second de sa liste.
Il poursuit son implantation électorale en étant élu, en 1953, conseiller municipal de Lyon.
Député actif, il intervient principalement sur les questions relatives à la presse. Il est aussi le porte-parole du groupe communiste qui s'oppose à la ratification des accords de Paris en 1954, qui prévoient le réarmement de l'Allemagne.
De nouveau candidat en tête de liste en 1956, il obtient 25,7 % des voix et est réélu. En septembre 1957, il est remarqué pour une intervention à la tribune dans laquelle il dénonce les conditions faites aux travailleurs algériens immigrés.
Malade du cœur depuis 1947 au moins, il meurt brutalement, en cours de mandat, à l'âge de 51 ans.

## Détail des fonctions et des mandats
Mandats parlementaires
- 17 juin 1951 - 1er décembre 1955 : Député du Rhône
- 2 janvier 1956 - 14 octobre 1958 : Député du Rhône